# Acanthoscelidius frontalis
Espèce
Acanthoscelidius frontalis est une espèce d'insectes appartenant à la famille des Curculionidae.